# Eli Louw
Pour les articles homonymes, voir Louw.
Eli van der Merwe Louw, né le 27 septembre 1927 et mort le 22 mars 2016 à Worcester en Afrique du Sud, est un homme politique sud-africain, membre du Parti national et membre du parlement pour la circonscription du Namaqualand (1977-1994). 
Ministre-adjoint aux Finances (1981-1984) puis ministre de l'Administration et des Services économiques consultatifs (1984-1986) et ministre des transports (1986-1989) dans le gouvernement PW Botha, Eli Louw fut ensuite ministre de l'Emploi (1989-1992) dans le gouvernement de Klerk avant de terminer sa carrière politique en tant que président de la chambre de l'assemblée du parlement sud-africain (1992-1994). 

## Biographie
Né et élevé dans le Karoo, une des régions les plus arides d'Afrique du Sud, Eli Louw est issu d'une famille afrikaner pauvre particulièrement touchée par la Grande Dépression des années 1930. Néanmoins, après des études juridiques à l'université de Stellenbosch, il rejoint le département du travail à East London et devient juriste. 
Il est élu député à la chambre basse du parlement d'Afrique du Sud en novembre 1977 lors de la plus imposante victoire électorale de l'histoire du Parti national. 

En 1982, il entre au gouvernement en tant que ministre-adjoint auprès du ministre des Finances, Owen Horwood, puis devient ministre de l'Administration et des Services économiques consultatifs (ministre du Budget) en 1984, puis ministre des Transports en novembre 1986. 

En 1989, il soutient Barend du Plessis pour succéder à Pieter Botha dans la course au leadership du Parti national, avant de rallier Frederik de Klerk. Il participe aux négociations constitutionnelles avec le Congrès national africain au début des années 90 et négocie avec Jay Naidoo, le leader de la Cosatu, les premiers accords globaux sur les droits des salariés. Le 23 janvier 1992, il succède à Louis Le Grange comme président (speaker) du parlement. À la suite des élections de 1994, il se retire sur sa ferme de Loeriesfontein dans la province du Cap-du-Nord. 
Il meurt en 2016, agé de 88 ans, à Worcester et est enterré à Loeriesfontein. 

## Vie privée
Marié, Eli Louw a eu 4 filles. 

## Autobiographie
- Oor my Pad